# Superman: Ultimate Flight
Superman: Ultimate Flight sont trois parcours de montagnes russes en métal volantes construites par Bolliger & Mabillard. Le premier est à Six Flags Over Georgia, ouvert en 2002, était les premières montagnes russes à posséder un looping bretzel. Les deux autres ont été ouverts en 2003, ils sont localisés à Six Flags Great Adventure et à Six Flags Great America. Superman - Ultimate Flight en Géorgie diffère des deux autres car ses trains ont une rangée en moins mais possède deux stations pour augmenter sa capacité.

## Le circuit
Superman: Ultimate Flight commence quand le train tourne à droite et monte le lift hill de 35 mètres de haut. Arrivé au sommet, le train descend vers la droite et se prépare à entrer dans un looping bretzel. Pour le looping bretzel, le train plonge vers le sol. En bas du looping, les passagers ont le visage vers le ciel, et sont pris en photo. Le train retourne au sommet de l'élément, et fait un virage à 270 degrés vers la gauche, en descendant à travers le looping bretzel.
Ensuite, le train passe deux virages en fer à cheval consécutifs, d'abord vers la droite et ensuite vers la gauche. Quand le train sort du second fer à cheval, il plonge et commence une hélice de 270 degrés vers la droite, qui mène dans la seconde inversion de l'attraction, un inline twist. Puis le train atteint la zone de freinage, et fait un virage à droite final pour retourner à la station.

## Statistiques
- Capacité : 1 100 à 1 500 personnes par heure selon l'exemplaire.

## Galerie

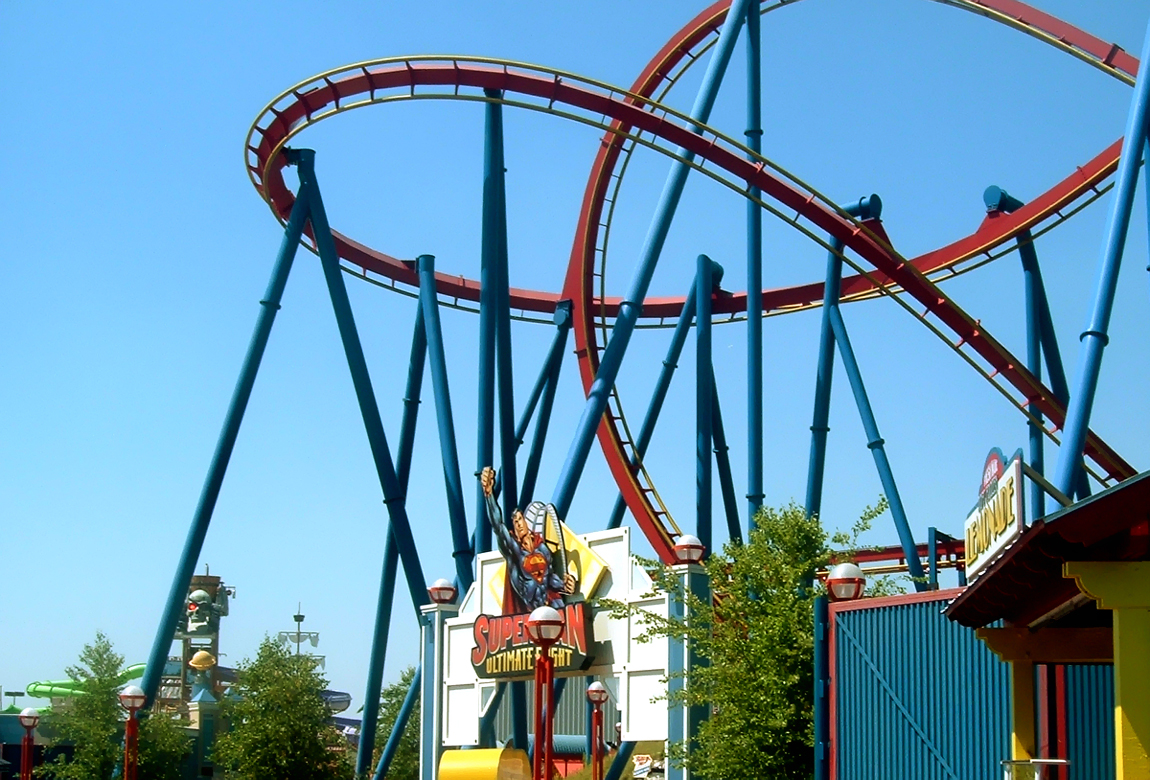
Entrée de l'attraction à Six Flags Over Georgia.
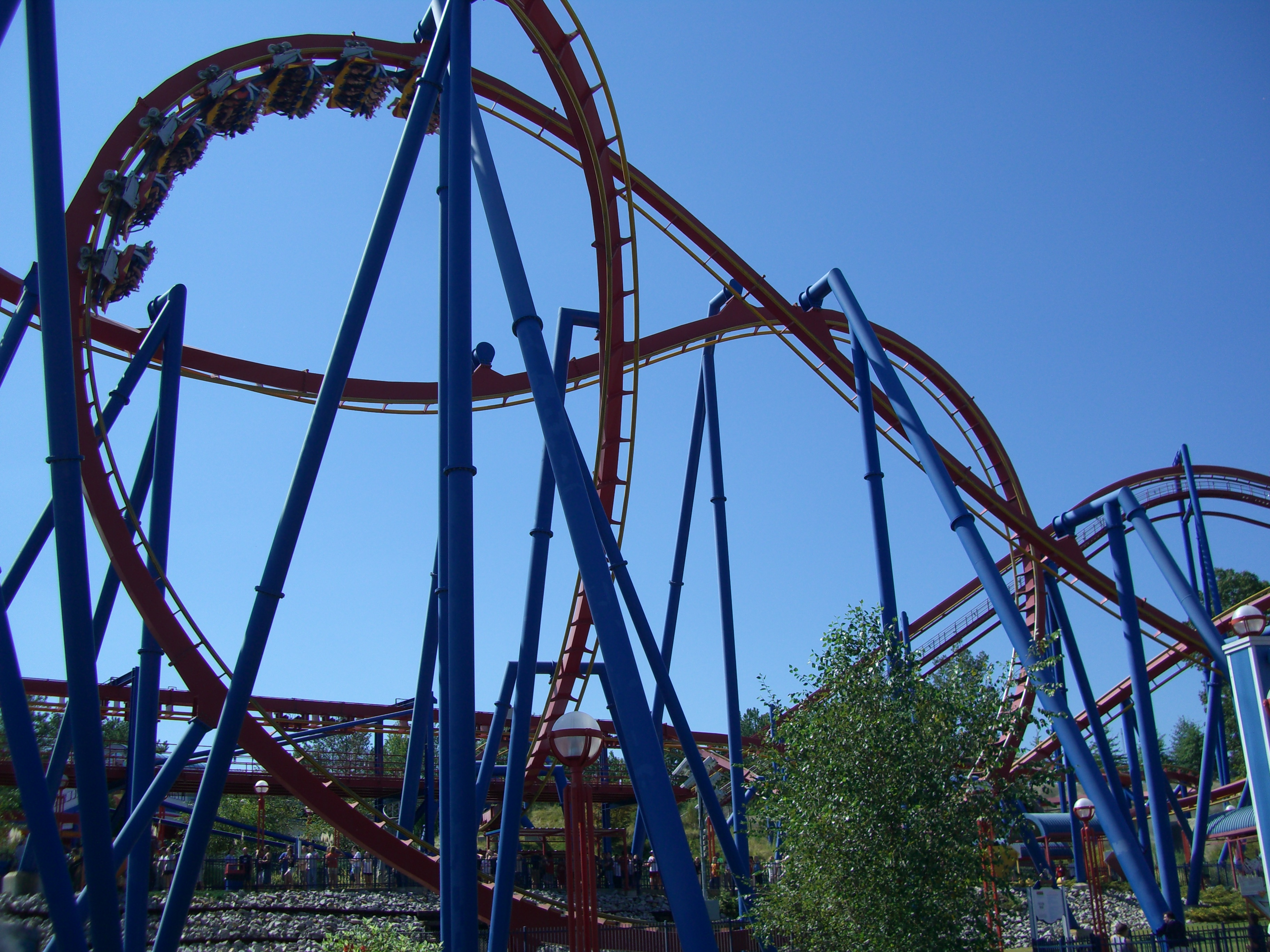
Six Flags Over Georgia.
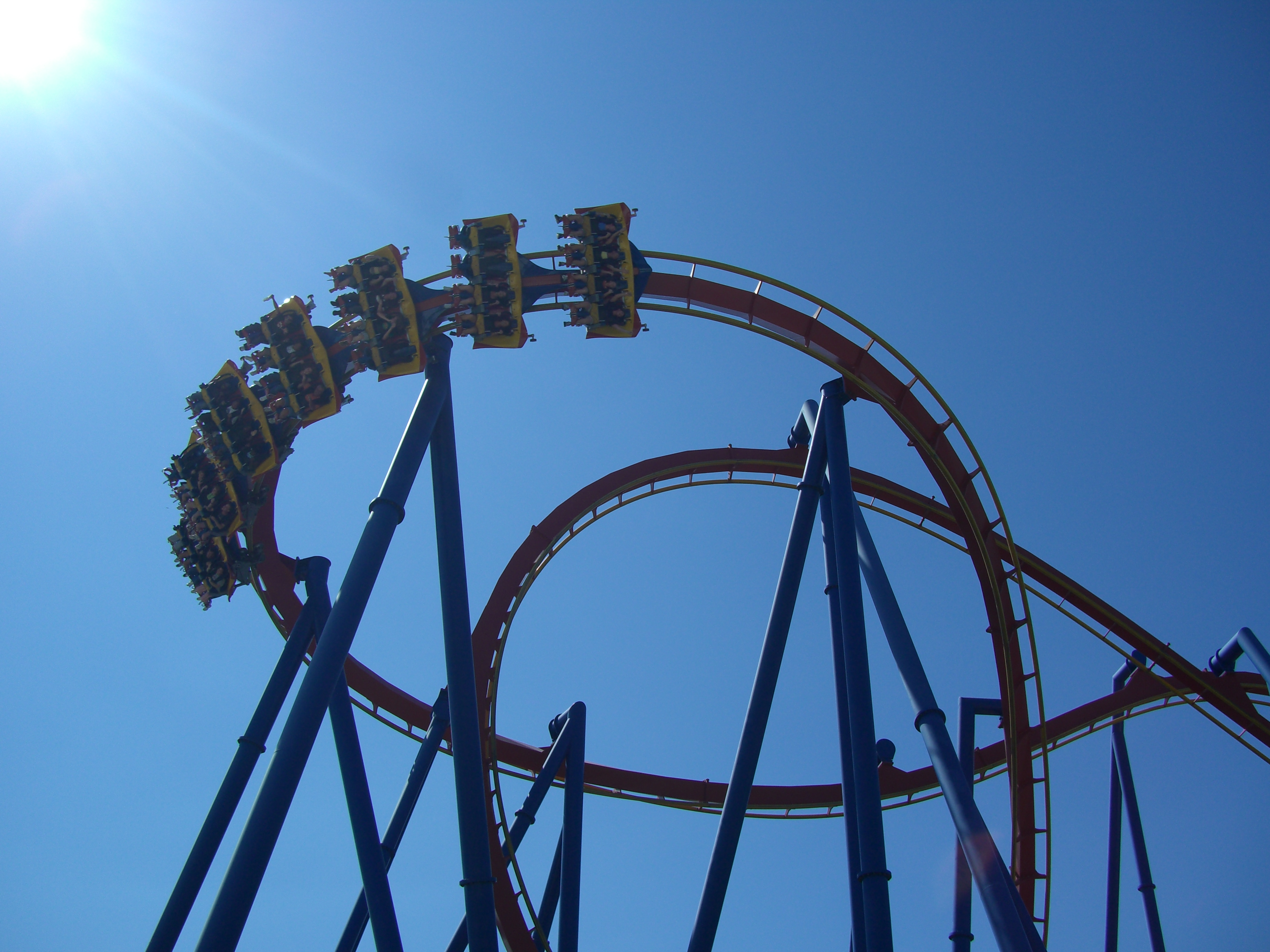
Six Flags Over Georgia.
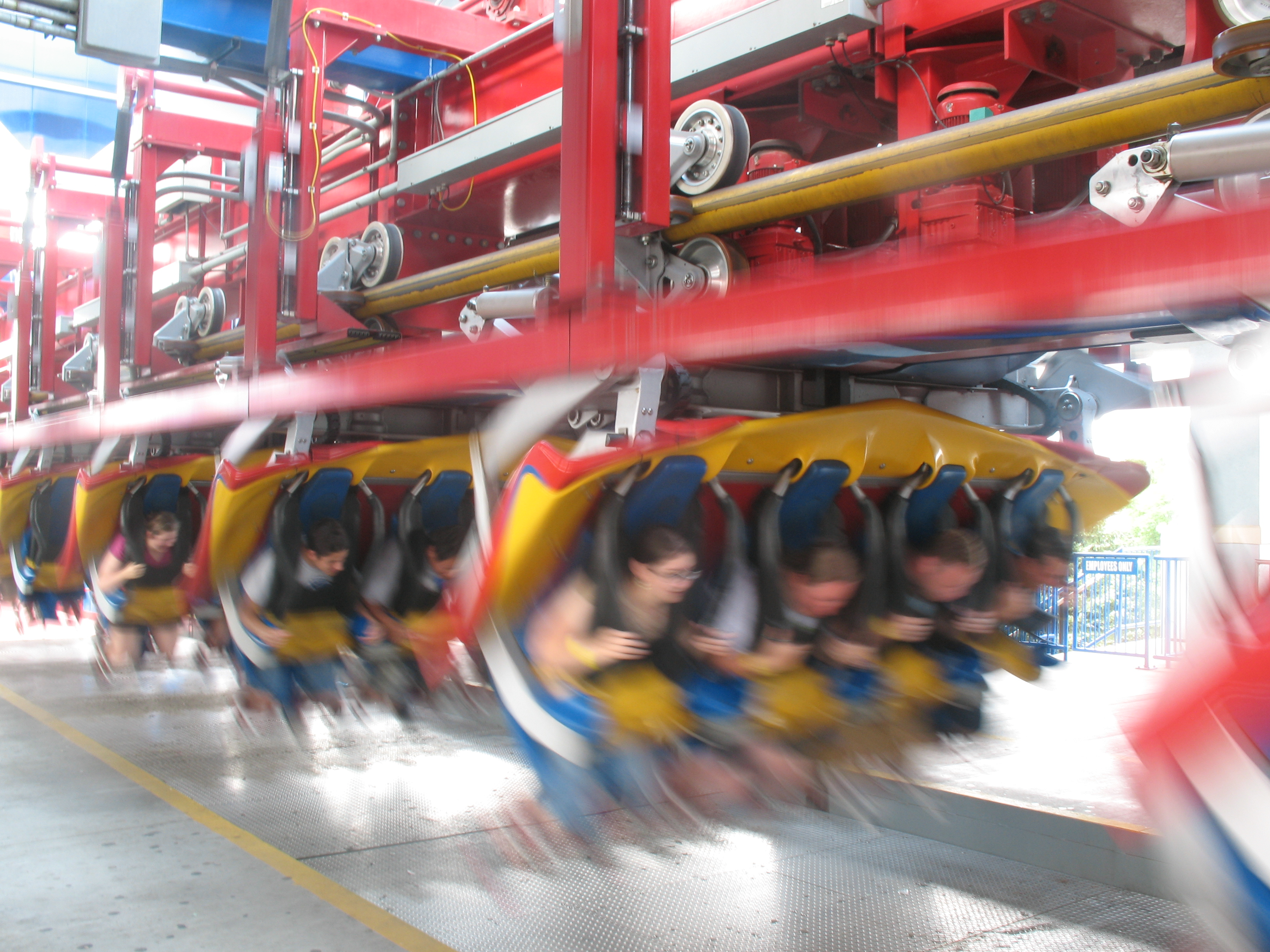
Six Flags Great America.
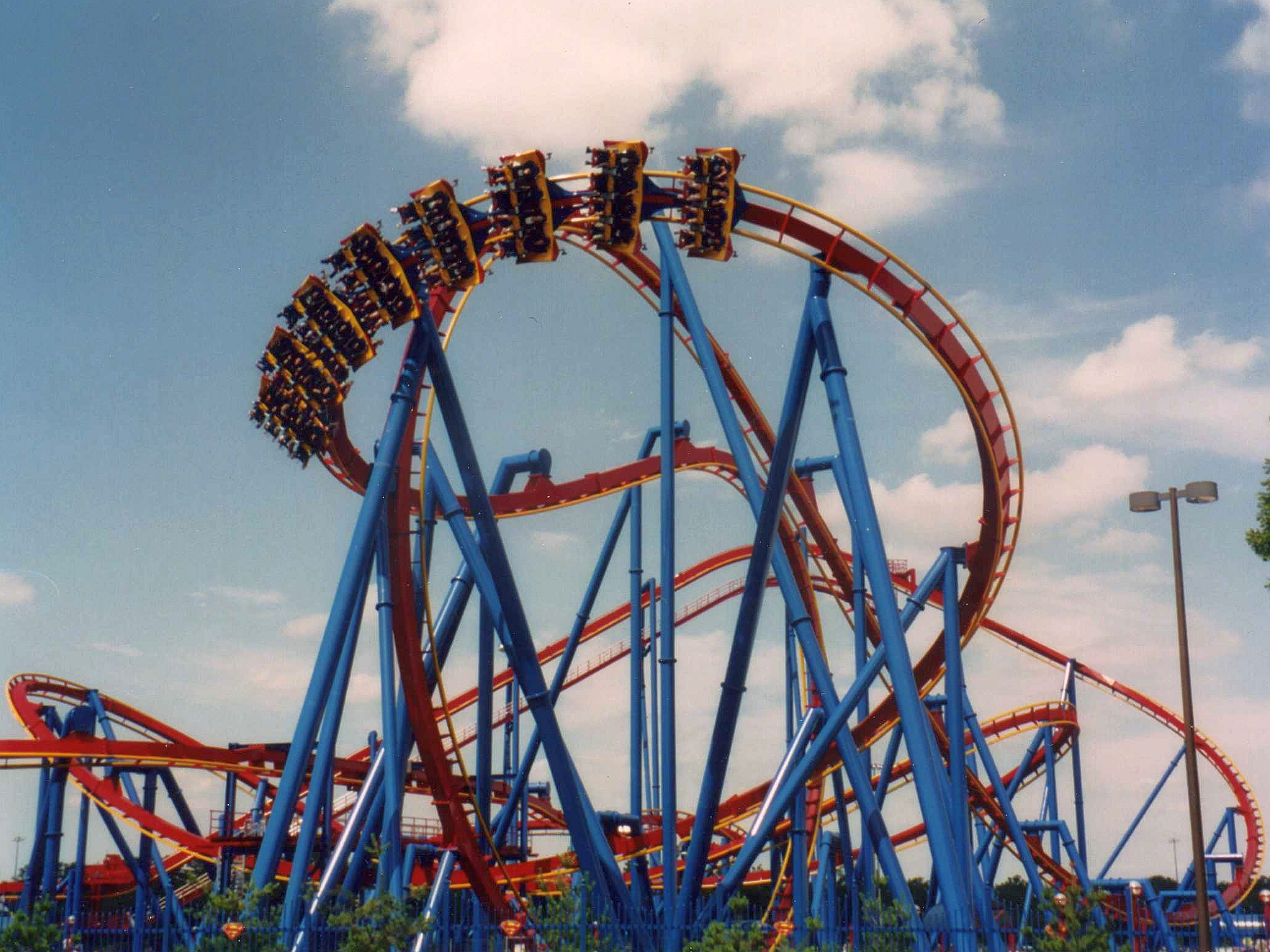
Six Flags Great Adventure.